# Austra Skujytė
Austra Skujytė (* 12. srpna 1979, Biržai, Panevėžyský kraj) je bývalá litevská atletka, která se věnovala sedmiboji a halovému pětiboji. Sportovní kariéru zakončila v roce 2017.

## Kariéra
Na letních olympijských hrách 2000 v Sydney skončila na 12. místě (6 034 bodů). V roce 2001 získala bronz na Mistrovství Evropy do 23 let v Amsterdamu a na světovém šampionátu v Edmontonu obsadila 6. místo. Na Mistrovství Evropy v atletice 2002 v Mnichově dokončila sedmiboj na 4. místě s počtem 6 275 bodů. Bronz získala Natalja Sazanovičová z Běloruska, která nasbírala o 66 bodů více.
Absolvovala obor kineziologie na Kansas State University, kde se stala první ženou, která zvítězila na více akademických šampionátech NCAA, když v letech 2001 a 2002 vyhrála soutěž v sedmiboji. V roce 2002 také obsadila druhé místo ve vrhu koulí.
V roce 2004 vybojovala bronzovou medaili na halovém MS v Budapešti a stříbrnou medaili na letních olympijských hrách v Athénách, kde dokončila sedmiboj v osobním rekordu 6 435 bodů. Olympijskou vítězkou se stala Švédka Carolina Klüftová, která nasbírala o 517 bodů více a bronz brala Britka Kelly Sothertonová za 6 424 bodů.
15. dubna 2005 na atletickém mítinku v americkém městě Columbia překonala světový rekord v desetiboji (100 m – 12,49 s, disk – 46,19 m, tyč – 310 cm, oštěp – 48,78 m, 400 m – 57,19 s, 100 m př. – 14,22 s, dálka – 612 cm, koule - 16,42 m, výška – 178 cm, 1500 m – 5:15,86). Celkově získala 8 358 bodů a rekord Francouzky Marie Collonvilléové z roku 2004 vylepšila o 208 bodů. Na Mistrovství světa v atletice 2005 v Helsinkách skončila těsně pod stupni vítězů, na 4. místě (6 360 bodů). Na bronzovou Margaret Simpsonovou ztratila 15 bodů.
V roce 2007 si vytvořila na halovém ME v Birminghamu výkonem 4 740 bodů osobní rekord v pětiboji, což ji stačilo k celkovému 4. místu, když na bronz, který získala Karin Ruckstuhlová z Nizozemska ztratila 61 bodů. Na halovém MS 2008 ve Valencii obsadila v pětiboji 5. místo. V roce 2011 vybojovala na halovém ME v Paříži výkonem 4 706 bodů stříbrnou medaili v pětiboji (60 m přek., skok do výšky, vrh koulí, skok daleký, běh na 800 m). Na Mistrovství světa v atletice 2011 v jihokorejském Tegu dokončila závod na 8. místě, když posbírala 6 297 bodů.

## Osobní rekordy
- pětiboj – 4 802 bodů – 9. březen 2012, Istanbul
- sedmiboj – 6 599 bodů – 4. srpen 2012, Londýn
- desetiboj – 8 358 bodů – 15. dubna 2005, Columbia